# Малые Кусковцы
Малые Кусковцы (укр. Малі Кусківці) — село в Лановецкой городской общине Кременецкого района Тернопольской области Украины.
До 2020 года входило в Лановецкий район.
Код КОАТУУ — 6123810103. Население по переписи 2001 года составляло 240 человек.

## Географическое положение
Село Малые Кусковцы находится на левом берегу реки Жирак,
выше по течению на расстоянии в 1,5 км расположено село Бережанка,
ниже по течению на расстоянии в 2,5 км расположен город Лановцы,
на противоположном берегу — село Волица.
Через село проходит железная дорога, станция Косковцы.

## Галерея

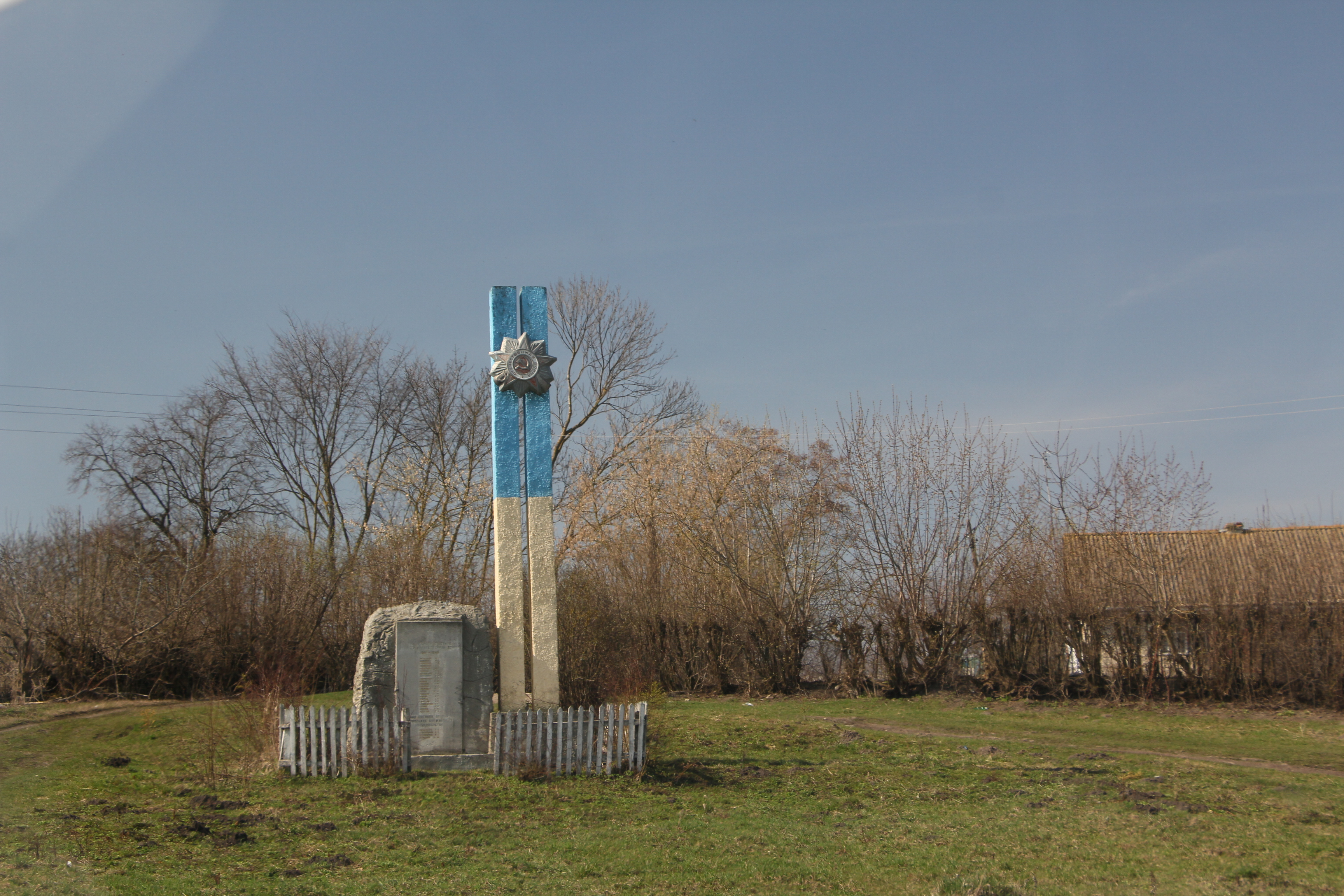
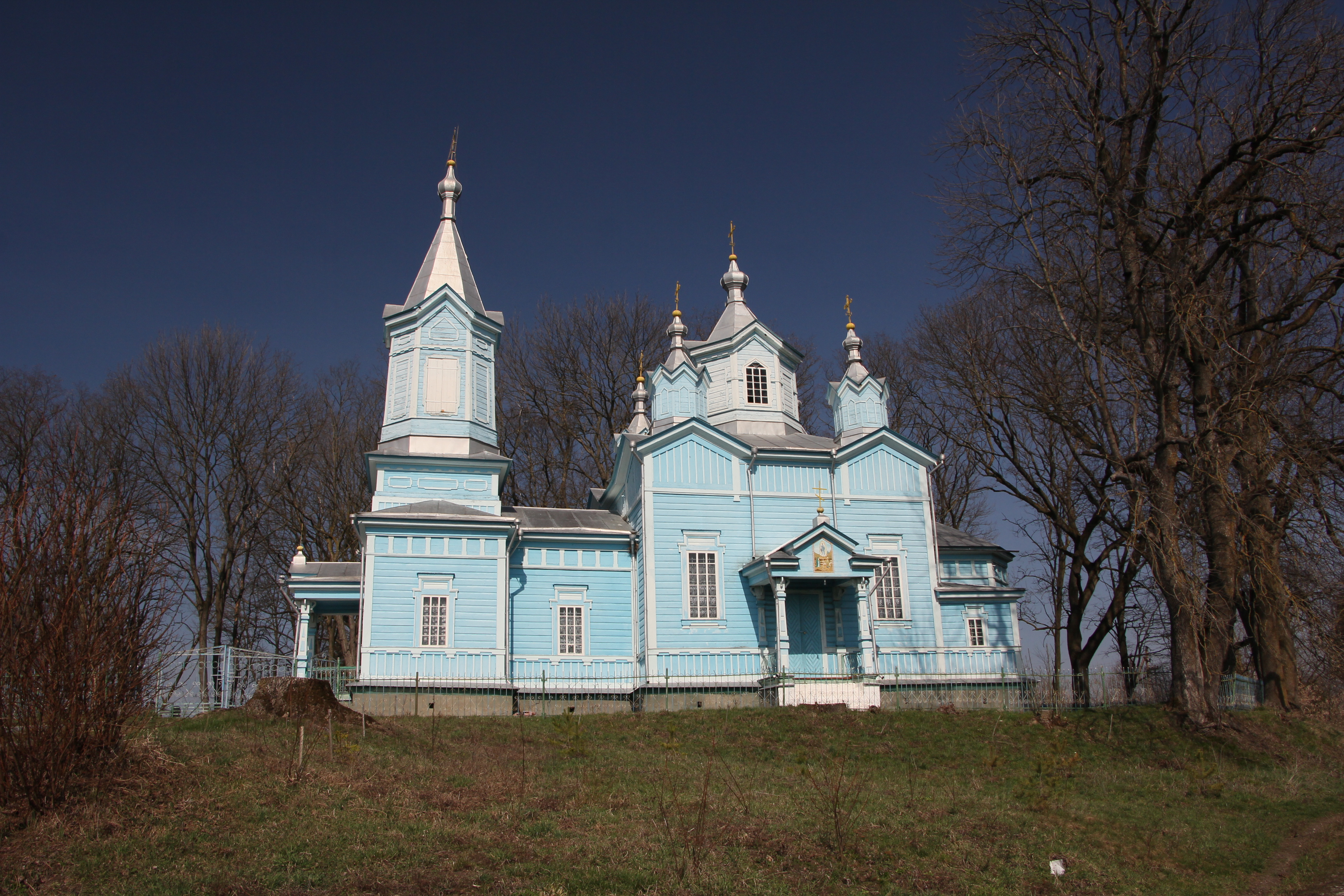
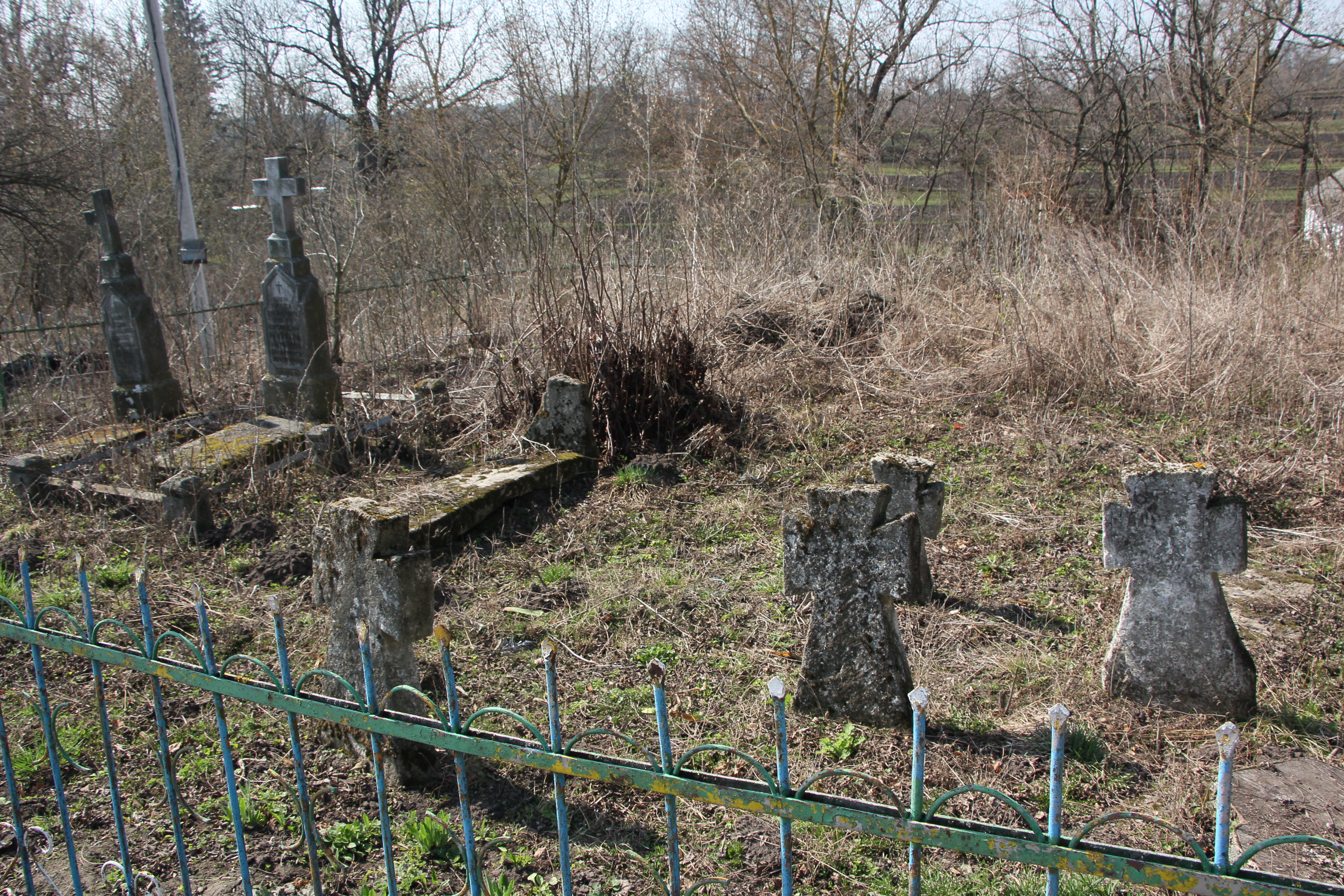
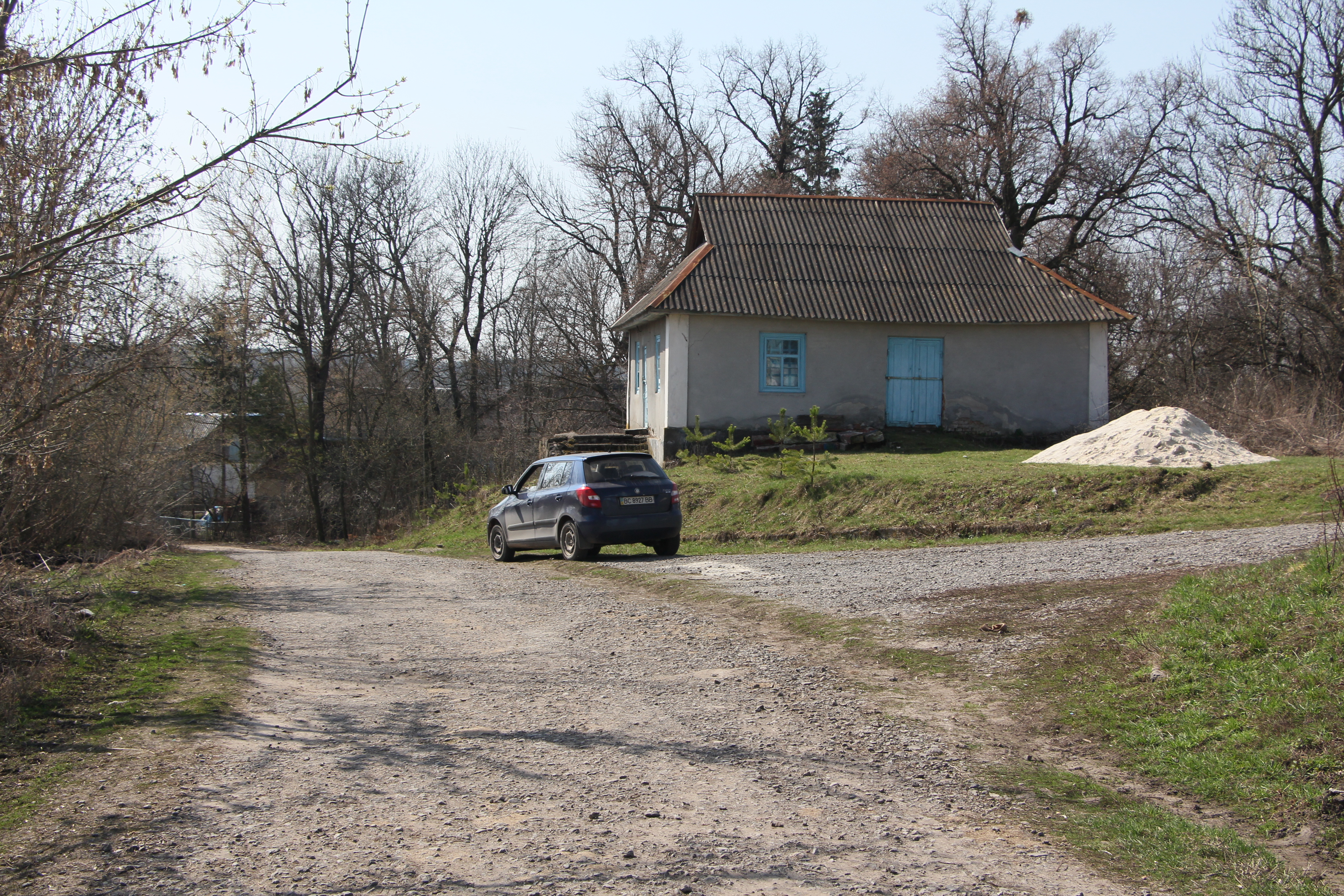
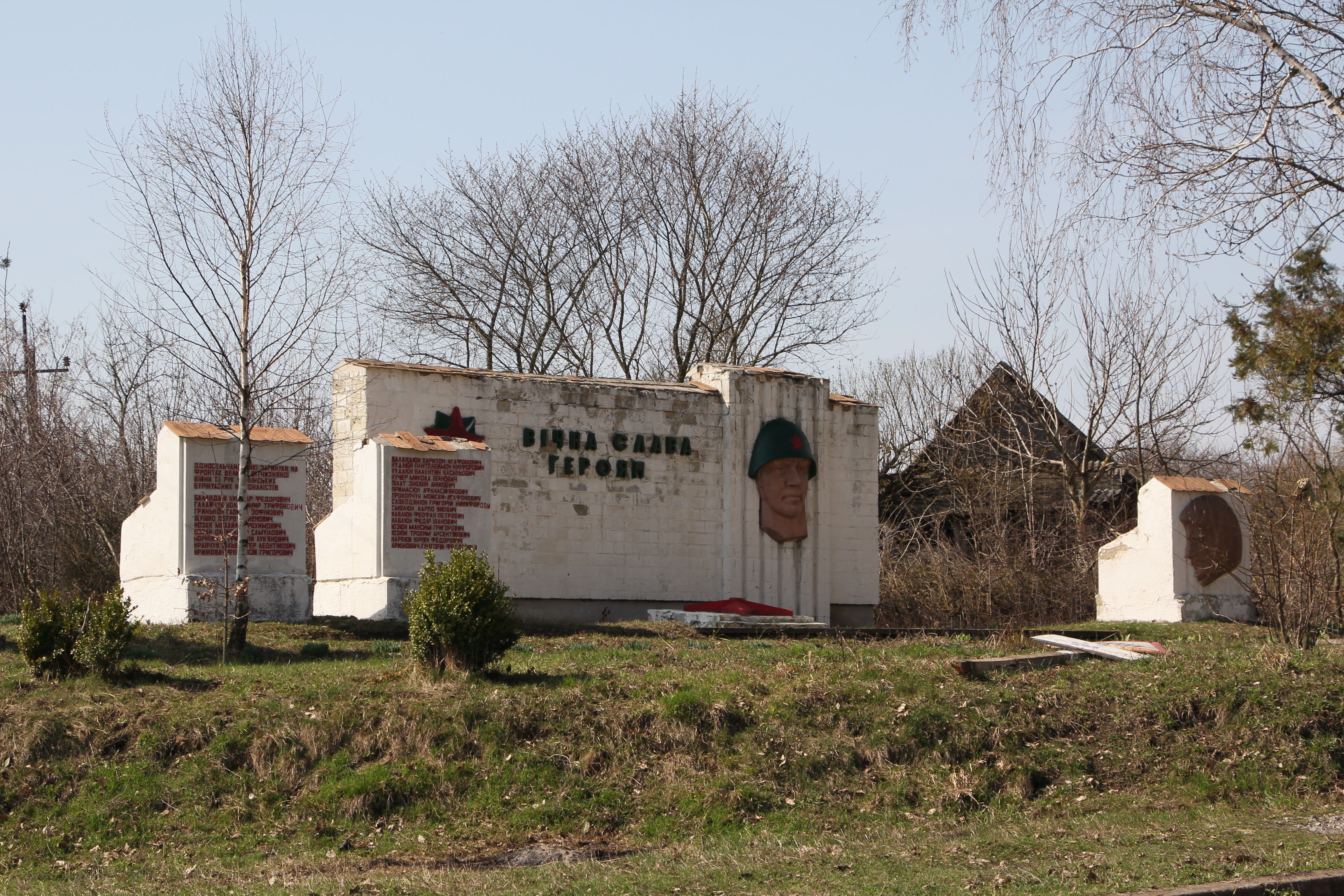
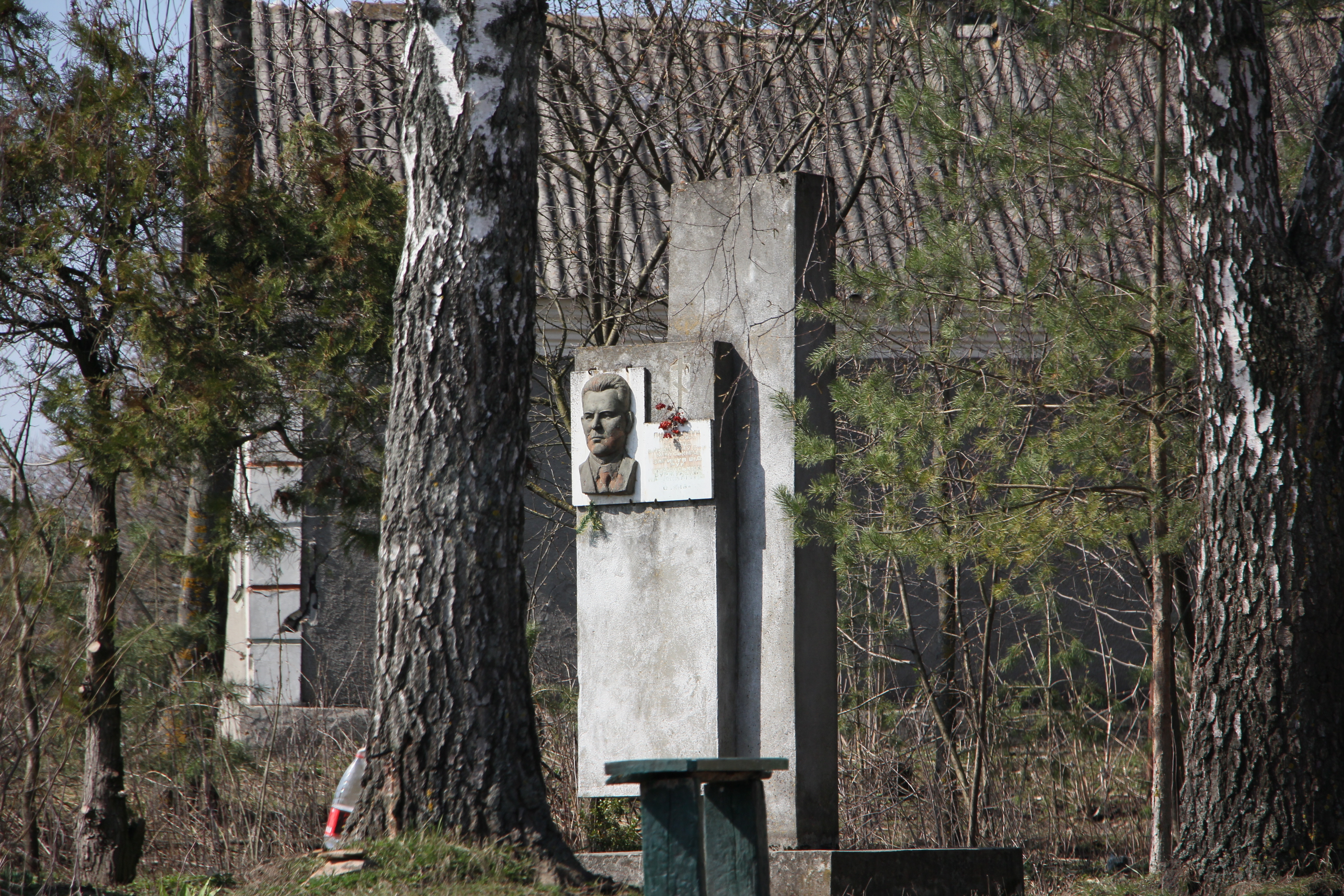